# Paula Ollendorff
Paula Ollendorff (geboren 18. Mai 1860 in Kostenblut, Kreis Neumarkt, Provinz Schlesien; gestorben 15. Oktober 1938 in Jerusalem, Völkerbundsmandat für Palästina) war eine deutsche Pädagogin und Kommunalpolitikerin.

## Leben
Paula Ollendorff war eine Tochter des jüdischen Kaufmanns Hermann Ollendorff. Sie besuchte die Schule in Breslau und absolvierte die Ausbildung auf dem Lehrerinnenseminar von Berta Lindner. Anschließend arbeitete sie als Lehrerin in Breslau, Budapest und London. Sie heiratete den Rechtsanwalt Isidor Ollendorff (1855–1911), ihr 1889 geborener Sohn Friedrich Ollendorff wurde Sozialarbeiter.
Als erste Frau in Deutschland wurde sie 1918 in Breslau Mitglied eines Stadtrates. Ihre politische Heimat war die Deutsche Demokratische Partei. Ein besonderes Anliegen war ihr die Jugend- und Sozialfürsorge. Paula Ollendorff gründete als Gemeindeälteste der jüdischen Gemeinde ein Heim für uneheliche Kinder und eine Hauswirtschaftsschule. Sie war Mitgründerin der Ortsgruppe Breslau des Jüdischen Frauenbundes, für den sie über viele Jahre einen Kindergarten leitete. Darüber hinaus gab sie die Anregung für die Gründung des Jüdischen Kinderlandheims Flinsberg und des Jüdischen Lehrlingsheims. Auch bei der Schaffung des Jüdischen Wohlfahrtsamts in Breslau wirkte sie mit. Sie musste 1937 nach Palästina emigrieren.